# Junggesellenschaft 1468 Waldshut

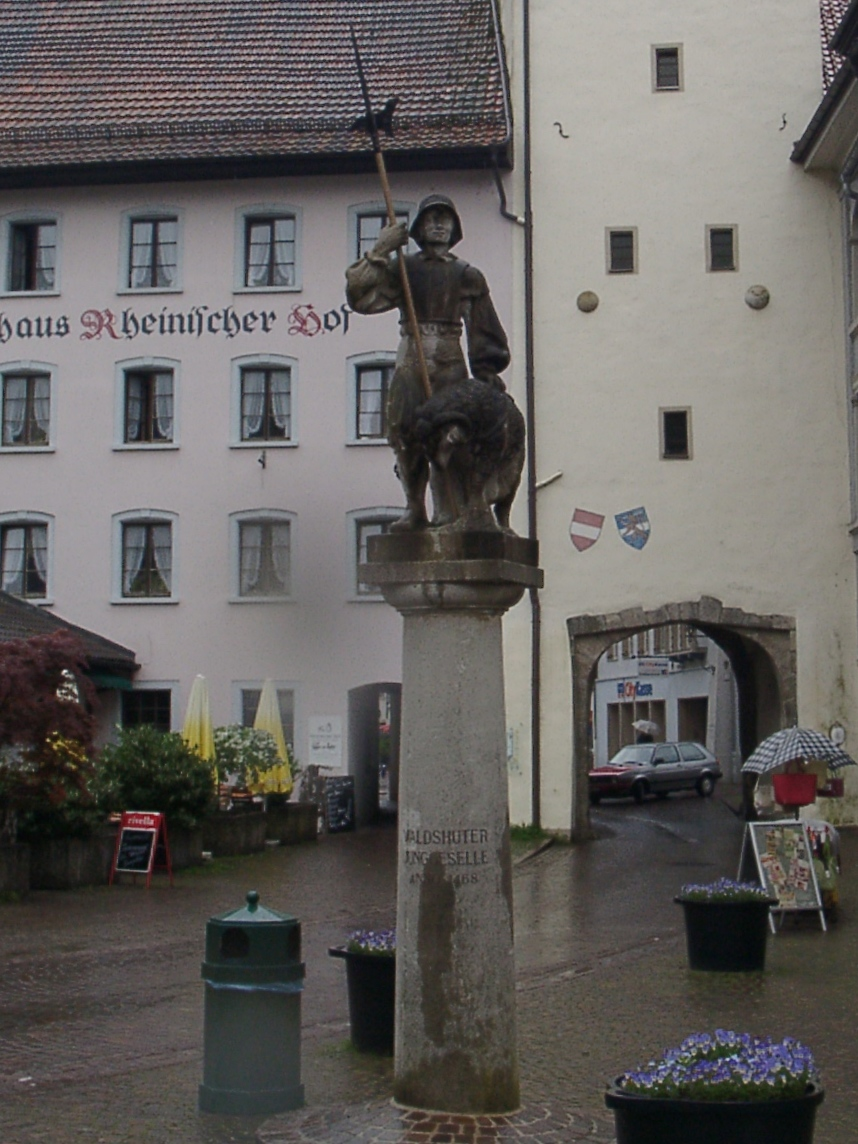
Steinerne Junggeselle

Die Junggesellenschaft 1468 Waldshut ist eine Zunft von Gesellen der Stadt  Waldshut, sie besteht nachweisbar seit 1698. 

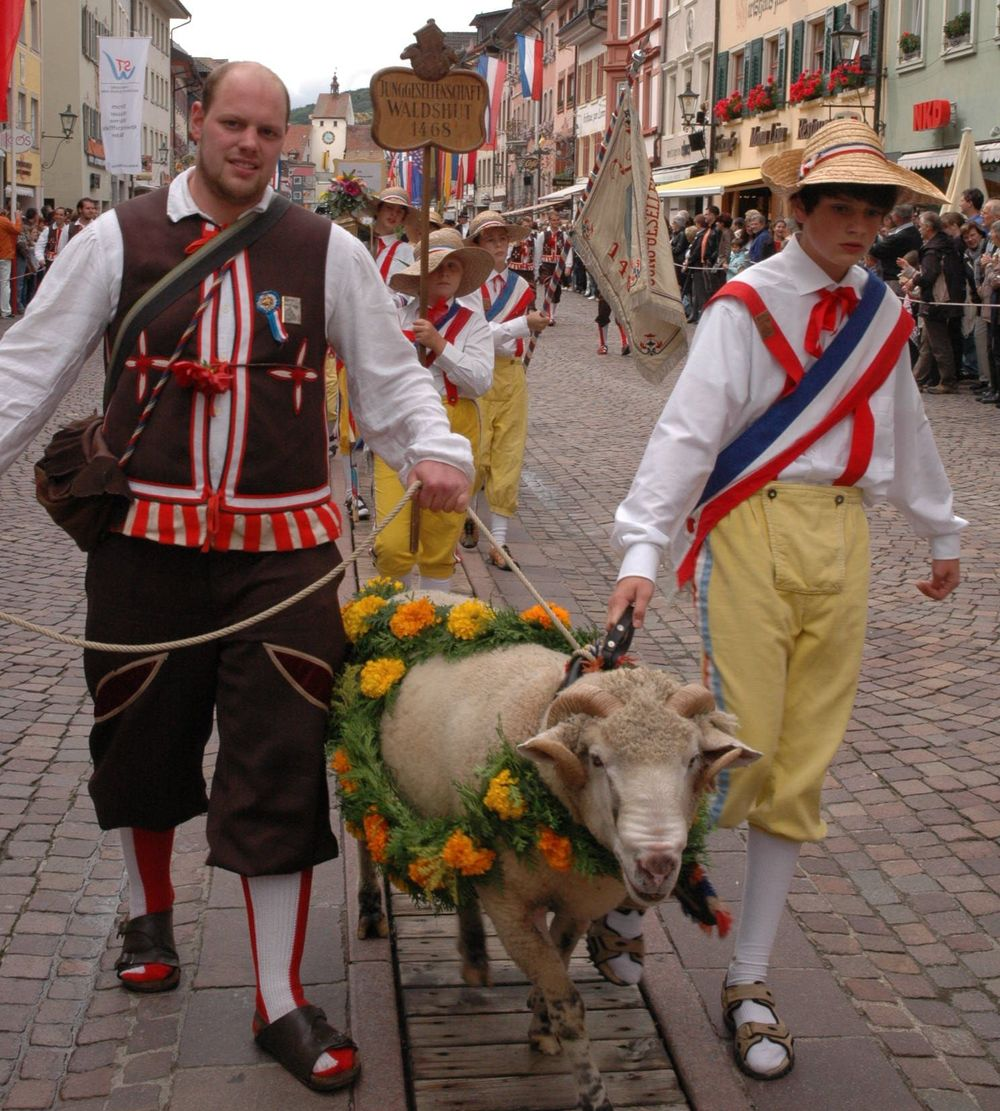
Junggeselle mit Chilbibock und Bockbub beim Chilbiumzug 2010

## Geschichte
Die Vereinigung der Junggesellen 1468 Waldshut ist eine der ältesten Zünfte Deutschlands. Im Basler Torturm, dem Unteren Tor, befindet sich das 1976 neu eingerichtete Zunftarchiv; hier werden die Ordnung, Statuten und das Stubenrecht von 1698 in der Zunftlade aufbewahrt.
 Als Zunftstube dient die von Johann Christoph Feinlein ausgezierte »Herrenstube« im Gasthaus Zum Wilden Mann.
Die Vereinigung löste sich ab 1813 kurzzeitig mehrmals auf, wurde aber immer wieder neu belebt.
Neben den bestehenden Zünften der Handwerksmeister entstanden auch solche der Gesellen. Im sogenannten Bäckerstreit von Colmar 1495–1505 zeigte sich, dass die Junggesellen-Zünfte gemeinsam ihre Ziele besser durchsetzen konnten. So auch bei der Verteidigung der Stadt im Waldshuter Krieg. 1468 wurde die Stadt Waldshut von den Eidgenossen im Waldshuter Krieg stark beschossen und belagert, jedoch nur teilweise zerstört und konnte nicht eingenommen werden.
Der Legende nach mästeten die Junggesellen nach Wochen der Belagerung den letzten Schafbock und führten ihn auf der Stadtmauer herum, was die Eidgenossen zum Abbruch der Belagerung veranlasst haben soll. Dieses Ereignis wird jährlich im August mit der Waldshuter Chilbi gefeiert. Dazu findet eine Bocktaufe und die Bock-Versteigerung statt. Hierzu wird im Vorfeld jährlich der schönste Schafbock gesucht und mit einem Namen bedacht.
Neben den Junggesellen gibt es noch die Ehemaligen, da natürlich nach einer Heirat der Junggeselle verabschiedet wird.
Vor dem Unteren Tor in Waldshut steht seit 1998 der „Steinerne Junggeselle“, eine Skulptur der deutschen Bildhauerin Guta von Freydorf-Stephanow.

## Weblink
- Website der Vereinigung